# Psykosomatik
 Der er for få eller ingen kildehenvisninger i denne artikel, hvilket er et problem. Du kan hjælpe ved at angive troværdige kilder til de påstande, som fremføres i artiklen.

Psykosomatik er læren om, hvordan individets psykiske tilstand vil påvirke dets fysiske tilstand, heraf i øvrigt ordet "soma", som på græsk betyder legeme. Er man således ked af det, vil man være mere modtagelig over for fysiske svækkelser. Det er i dag påvist, at psykosomatiske fænomener skyldes den neurale aktivitet i hjernen; når vi er kede af det, aktiveres et neuralt kredsløb, som svækker kroppens immunforsvar.
| Lægevidenskab | Spire Denne artikel om lægevidenskab er en spire som bør udbygges. Du er velkommen til at hjælpe Wikipedia ved at udvide den. |